# Werner Braun (Fotojournalist)
Werner Hans Braun (hebräisch וֶרְנֶר בְּרָאוּן Werner Brāūn; * 12. Juni 1918 in Nürnberg; † 25. Dezember 2018 in Israel) war ein israelischer Fotojournalist.

## Leben
Werner Braun wurde in eine deutsch-jüdische Familie geboren, wuchs anfangs in der Fürther Straße und später in der Nordstadt auf; in der Uhlandstraße besuchte er die Volksschule. Nach dem Besuch des Gymnasiums machte er von 1933 bis 1936 eine Lehre als Polsterer und sollte in den Familien(möbel)betrieb des Onkels einsteigen. Von 1936 bis 1937 absolvierte Braun seine Hachschara beim Landwerk Neuendorf auf dem Gut Neuendorf in Brandenburg. Im Tausch für eine Ziehharmonika erhielt Braun seine erste Kamera und begann mit 18 Jahren ernsthaft Fotos zu machen. Aufgrund der zunehmenden Unterdrückung durch die Nationalsozialisten flüchtete Braun 1937 zuerst nach Schweden, kam 1939 nach Dänemark, um 1943 wieder nach Schweden zu flüchten. In beiden skandinavischen Ländern wurde er auf ein späteres Leben in Palästina vorbereitet (Hachschara). Knapp zehn Jahre verbrachte er auf verschiedenen Trainingsfarmen, ehe er sich nach dem Ende des Zweiten Weltkrieges im Jahre 1946 im Mandatsgebiet Palästina niederließ. Wie Braun in einem Interview selbst meinte, hatte er den Antisemitismus in seiner Heimat zwar gespürt, jedoch nicht ernst genommen. Seine Kindheit und Abschnitte seiner Jugend in Nürnberg beschrieb er als „glücklich und sorglos“. Anstatt einer Laufbahn als Bauer in einem Kibbuz verwirklichte Braun in der neuen Heimat seinen Jugendtraum und wurde Pressefotograf. Bereits in Skandinavien hatte er sich eine gebrauchte Rolleiflex besorgt und sich selbst einen Vergrößerungsapparat gebastelt. Seine Fotos entwickelte und kopierte er im Badezimmer der Hachschara.
In einer von militärischen Auseinandersetzungen geprägten und unruhigen Zeit erwarb er ein Fotolabor in der prominenten Straße Rechov Ben-Jehuda in Jerusalem und nannte es Photo Europe. Er stellte den Betrieb auch während des Krieges um Israels Unabhängigkeit nicht ein und fotografierte, während er selbst als Soldat der israelischen Verteidigungsstreitkräfte in diesem Krieg diente. Seine eigentliche Karriere als Fotojournalist begann, als er bei einem Terroranschlag in der Ben-Jehuda-Straße im Februar 1948 Fotos machte. Gleichzeitig betrieb er mit seiner ersten Ehefrau eine Fotofirma und wurde 1950 freischaffender Pressefotograf. Später wurde er Cheffotograf der Hebräischen Universität Jerusalem, für die er von 1952 bis 1998 fotografierte, und publizierte seine Fotos in nahezu allen großen israelischen Zeitungen sowie in internationalen Medien. Beim Eichmann-Prozess fotografierte er für Israels Government Press Office und war zudem Fotograf des Jüdischen Nationalfonds (JNF). Beim JNF war er neben Fred Chesnick und einigen anderen einer der führenden Fotografen. Des Weiteren illustrierte er mit seinen Fotos zahlreiche Reiseführer sowie Bücher und andere Artikel. 1977 begleitete er als Mitglied der Histadrut die israelische Delegation bei internationalen Skiwettkämpfen in der UdSSR. In seinem Archiv befand sich bei seinem Tod etwa eine halbe Million Negative. Sein Spektrum reichte von Luftaufnahmen über Unterwasserfotos bis hin zu Naturaufnahmen und Porträts. Laut eigener Aussage war Braun der erste israelische Fotograf, der unter Wasser fotografierte.
Zeitlebens wurde er mehrfach ausgezeichnet; unter anderem erhielt er 1979 den dritten Preis beim Nikon International Contest. 1989 wurde er vom Israel-Museum mit dem Enrique Kavlin Life Achievement Award for Photography ausgezeichnet und erhielt im Jahre 2007 von The Audio-Visual Conservation Forum in Israel den Preis für sein Lebenswerk. Ab den 1950er Jahren nahm er mit seinen Aufnahmen regelmäßig an nationalen wie auch internationalen Ausstellungen teil. Anlässlich seines 80. Geburtstages entstand 1998 ein kurzes TV-Porträt über Brauns Leben und Wirken. Am 25. Dezember 2018 starb Werner Braun 100-jährig in Israel. Zuletzt lebte er mit seiner Frau Anat Rotem Braun in Mevasseret Zion, einem Vorort von Jerusalem.

## Familie
Brauns Vater Arthur Ascher Braun (1882–1967) war Kaufmann, seine Mutter Martha (geborene Bernhard; 1887–1981) Lehrerin. Seine Geschwister waren Stefani Orfali (1911–1994), die an der Universität Erlangen Chemie studierte, 1934 nach Palästina emigrierte und über Jordanien und Brasilien in die Vereinigten Staaten auswanderte, Wolfgang Seʾev (1914–2010), ein ebenfalls nach Palästina ausgewanderter Zimmermann, und der 1917 geborene Heinz Michael, der nach der Hachschara ebenfalls nach Palästina kam und dort unter anderem Geschäftsführer einer Fabrik war.
In erster Ehe war Braun von 1941 bis 1976 mit Yaʿel Renate Fleischmann (* 1921 in Prag) verheiratet. Diese hatte Braun bei der Hachschara in Dänemark kennengelernt und war mit ihm nach Israel gekommen, wo sie unter anderem als Malerin künstlerisch tätig war. Nach der Scheidung heiratete er 1977 Anat Rotem (* 1947), Angestellte im israelischen Gesundheitsministerium. Aus der ersten Ehe stammen die Kinder Ruth (* in Frederikssund, Dänemark) und Dani (* 1944 in Norrköping, Schweden).